# EuroTorp
Eurotorp GEIE è un consorzio costituito nel luglio 1993 da imprese francesi e italiane operanti nel settore della difesa. I governi interessati hanno firmato un memorandum d'intesa di cooperazione industriale per un programma di sviluppo di una nuova generazione di siluri leggeri.
Al gruppo partecipano le aziende:
- Whitehead Sistemi Subacquei (50%)
- DCNS (26%)
- Thales Underwater Systems (24%)

EuroTorp ha sviluppato il siluro MU90/IMPACT e commercializza il siluro A244/S.